# Stazione di Varano
Stazione di Varano vasútállomás Olaszországban, Marche régióban, Ancona településen.

## Vasútvonalak
Az állomást az alábbi vasútvonalak érintik:
- Ancona–Lecce-vasútvonal

## Kapcsolódó állomások
A vasútállomáshoz az alábbi állomások vannak a legközelebb: 
- Stazione di Ancona Stadio
- Stazione di Ancona